# Vlakte van de Raan
Vlakte van de Raan este o arie protejată (arie specială de conservare — SAC, sit de importanță comunitară — SCI) din Țările de Jos întinsă pe o suprafață de 17.521 ha, integral marine.

## Localizare
Centrul sitului Vlakte van de Raan este situat la coordonatele 51°29′12″N 3°18′35″E / 51.4866°N 3.3096°E.

## Înființare
Situl Vlakte van de Raan a fost declarat sit de importanță comunitară în decembrie 2008 pentru a proteja 6 specii de animale. Situl a fost protejat și ca arie specială de conservare în martie 2011.

## Biodiversitate
Situată în ecoregiunile atlantică și marină Atlantică, aria protejată conține 1 habitat natural: Bancuri de nisip acoperite în permanență slab de apă marină.
La baza desemnării sitului se află mai multe specii protejate:
- mamifere (3): Halichoerus grypus, focă obișnuită (Phoca vitulina), marsuin (Phocoena phocoena)
- pești (3): Alosa fallax, Lampetra fluviatilis, Petromyzon marinus